# Église Saint-Hippolyte de Lavernhe
Pour les articles homonymes, voir Église Saint-Hippolyte.
L'église Saint-Hippolyte de Lavernhe est une église située en France sur la commune de Lavernhe, dans le département de l'Aveyron en région Occitanie.
Elle fait l'objet d'une inscription au titre des monuments historiques depuis le 30 mai 1928.

## Localisation
L'église est située sur la commune de Lavernhe, dans le département français de l'Aveyron.

## Historique
L'édifice est inscrit au titre des monuments historiques en 1928.